# Luis Fernando González
Luis Fernando González Orejuela (Palmira, Valle del Cauca, Colombia, 18 de febrero de 1992) es un futbolista colombiano. Juega como defensa central y su equipo actual es el Honduras Progreso de la Liga Nacional de Honduras.

## Trayectoria

### Real Estelí
En 2011 fichó por el Real Estelí. El 2 de agosto de 2011 debutó en un juego internacional, en la derrota por 2-1 de Real Estelí contra el Toronto FC por la Liga de Campeones de la Concacaf. El 18 de diciembre de 2011, durante la final del Apertura contra Walter Ferretti, González se convirtió en el héroe de la noche tras convertir el gol que le dio el título a su equipo. 

### Managua FC
El 4 de agosto de 2013 debutó con el Managua FC durante la victoria por la mínima diferencia sobre Real Madriz. El 26 de abril de 2015 marcó su primer gol en la victoria de 3-2 nuevamente contra Real Madriz. 

### UNAN Managua
En 2015 arribó al UNAN Managua. Con ellos realizó su debut el 15 de agosto de 2015 contra su exequipo, Managua FC, en un juego que finalizó con empate de 3-3. El 29 de noviembre de 2015 marcó su primer gol en un empate versus Walter Ferretti. 

### Moca FC
Para el 2 de enero de 2017 migró al fútbol dominicano con el Moca FC. En ese equipo disputó 20 juegos y anotó un gol. 

### Juventus Managua
Seis meses después, retornó a Nicaragua y firmó con el Juventus Managua. Debutó el 31 de julio de 2017 en un empate a cero contra UNAN Managua.

### Honduras Progreso
El 18 de julio de 2018 fue anunciado como refuerzo del Honduras Progreso de la Liga Nacional de Honduras, junto con su compatriota Yerson Gutiérrez. El 28 de julio de 2018 hizo su debut contra Lobos UPNFM en la derrota de 3-1 como visitantes.

## Clubes
| Club              | País                 | Año             |
| ----------------- | -------------------- | --------------- |
| Real Estelí       | Nicaragua            | 2011 - 2013     |
| Managua           | Nicaragua            | 2013 - 2015     |
| UNAN Managua      | Nicaragua            | 2015 - 2016     |
| Moca              | República Dominicana | 2017            |
| Juventus Managua  | Nicaragua            | 2017 - 2018     |
| Honduras Progreso | Honduras             | 2018 - Presente |

## Estadísticas
| Club                         | Temporada           | Liga  | Liga  | Copa Nacional | Copa Nacional | Copa Internacional | Copa Internacional | Total | Total |
| Club                         | Temporada           | Part. | Goles | Part.         | Goles         | Part.              | Goles              | Part. | Goles |
| ---------------------------- | ------------------- | ----- | ----- | ------------- | ------------- | ------------------ | ------------------ | ----- | ----- |
| Managua · Nicaragua          | 2013/14             | 35    | 0     | -             | -             | -                  | -                  | 35    | 0     |
| Managua · Nicaragua          | 2014/15             | 28    | 1     | -             | -             | -                  | -                  | 28    | 1     |
| Managua · Nicaragua          | Total               | 63    | 1     | 0             | 0             | 0                  | 0                  | 63    | 1     |
| UNAN Managua · Nicaragua     | 2015/16             | 30    | 2     | -             | -             | -                  | -                  | 30    | 2     |
| UNAN Managua · Nicaragua     | 2016/17             | 16    | 0     | -             | -             | -                  | -                  | 16    | 0     |
| UNAN Managua · Nicaragua     | Total               | 46    | 2     | 0             | 0             | 0                  | 0                  | 46    | 2     |
| Moca · República Dominicana  | 2017                | 20    | 1     | -             | -             | -                  | -                  | 20    | 1     |
| Moca · República Dominicana  | Total               | 20    | 1     | 0             | 0             | 0                  | 0                  | 20    | 1     |
| Juventus Managua · Nicaragua | 2017/18             | 33    | 1     | -             | -             | -                  | -                  | 33    | 1     |
| Juventus Managua · Nicaragua | Total               | 33    | 1     | 0             | 0             | 0                  | 0                  | 33    | 1     |
| Honduras Progreso Honduras   | 2018/19             | 15    | 0     | -             | -             | -                  | -                  | 15    | 0     |
| Honduras Progreso Honduras   | Total               | 15    | 0     | 0             | 0             | 0                  | 0                  | 15    | 0     |
| Total en su carrera          | Total en su carrera | 177   | 5     | 0             | 0             | 0                  | 0                  | 177   | 5     |

## Palmarés

### Campeonatos nacionales
| Título          | Club        | País      | Año  |
| --------------- | ----------- | --------- | ---- |
| Torneo Apertura | Real Estelí | Nicaragua | 2011 |
| Torneo Clausura | Real Estelí | Nicaragua | 2012 |
| Torneo Apertura | Real Estelí | Nicaragua | 2012 |
| Torneo Clausura | Real Estelí | Nicaragua | 2013 |